# ردفیلد پروکتور
ردفیلد پروکتور (به انگلیسی: Redfield Proctor) سناتور سابق عضو حزب جمهوری‌خواه ایالات متحده آمریکا بود. وی در سال ۱۸۹۱ تا ۱۹۰۸ میلادی سناتور ایالت ورمانت در سنای ایالات متحده آمریکا بود.